# Automolis pavlitzkae
Automolis pavlitzkae là một loài bướm đêm thuộc phân họ Arctiinae, họ Erebidae.